# Kasteel van Steenhout

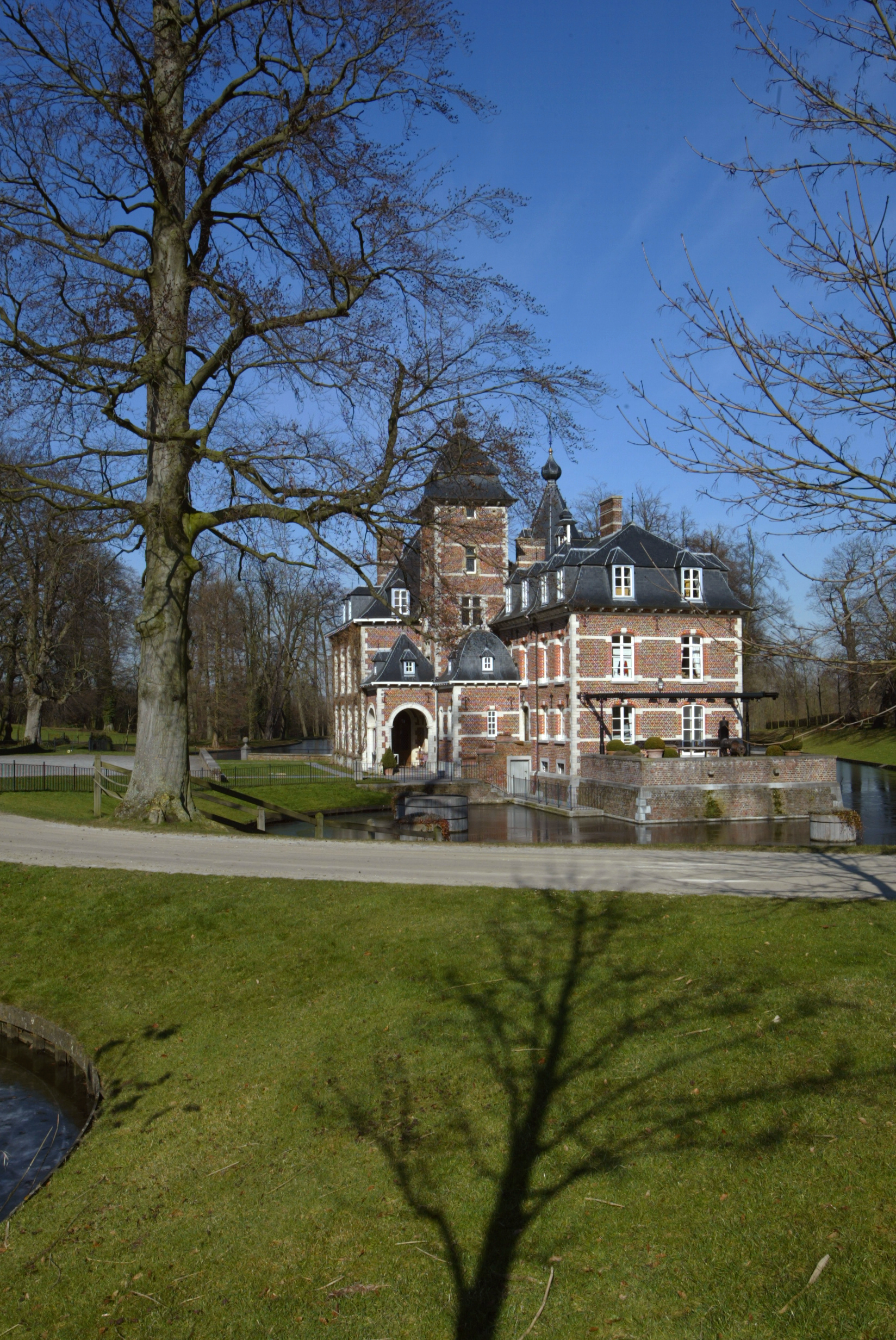
Kasteel van Steenhout

Het Kasteel van Steenhout is een kasteel in de tot de Vlaams-Brabantse gemeente Pajottegem behorende plaats Vollezele, gelegen aan de Kasteelstraat 32-36 en 36A.

## Geschiedenis
Het kasteel werd voor het eerst vermeld in 1466 als le fief et le court de Strihout maar het is zeker al 250 jaar ouder, toen het behoorde tot een reeks versterkingen op de grens tussen Brabant en Vlaanderen.
In 1659 werd Steenhout verheven tot baronie. Henri Buelens mocht toen de naam en het wapenschild van de oude familie van Steenhault overnemen. Het huidige kasteel heeft een kern van 1654, met name de vierkante toren van drie verdiepingen en een vierkant gebouw dat de toren flankeert, uit 1610.
In 1845 werd de achthoekige hoektoren en de arcade gebouwd. Ook in de jaren '80 van de 19e eeuw werd het kasteel nog vergroot. Het was Ernest de Steenhault de Waerbeek die de hoeve deed herbouwen en ook de oranjerie deed oprichten. Ook Adhémar de Steenhault de Waerbeek die het kasteel bewoonde tot zijn dood in 1906, liet nog enkele verbouwingen uitvoeren.
Het kasteeldomein is verbonden met het Steenhoutbos waarin zich ook een neogotische kapel bevindt.